# Gason Gregory
Gason Gregory est un footballeur international antiguayen né le 5 avril 1982 à Bolands. Il évolue au poste de milieu offensif avec le Parham FC.

## Carrière

### En club
Le 22 août 2008, Gregory signe avec l'Impact de Montréal. À l'issue de la saison, il retourne dans son île natale en janvier 2009.
En août 2010, il retrouve le club de ses débuts professionnels, en signant avec le Joe Public FC. Il renforce l'effectif en vue de la Ligue des champions de la CONCACAF.

### En équipe nationale
Il joue 10 matchs comptant pour les tours préliminaires de la coupe du monde, lors des éditions 2002, 2006, 2010 et 2014.